# Karl Dickel

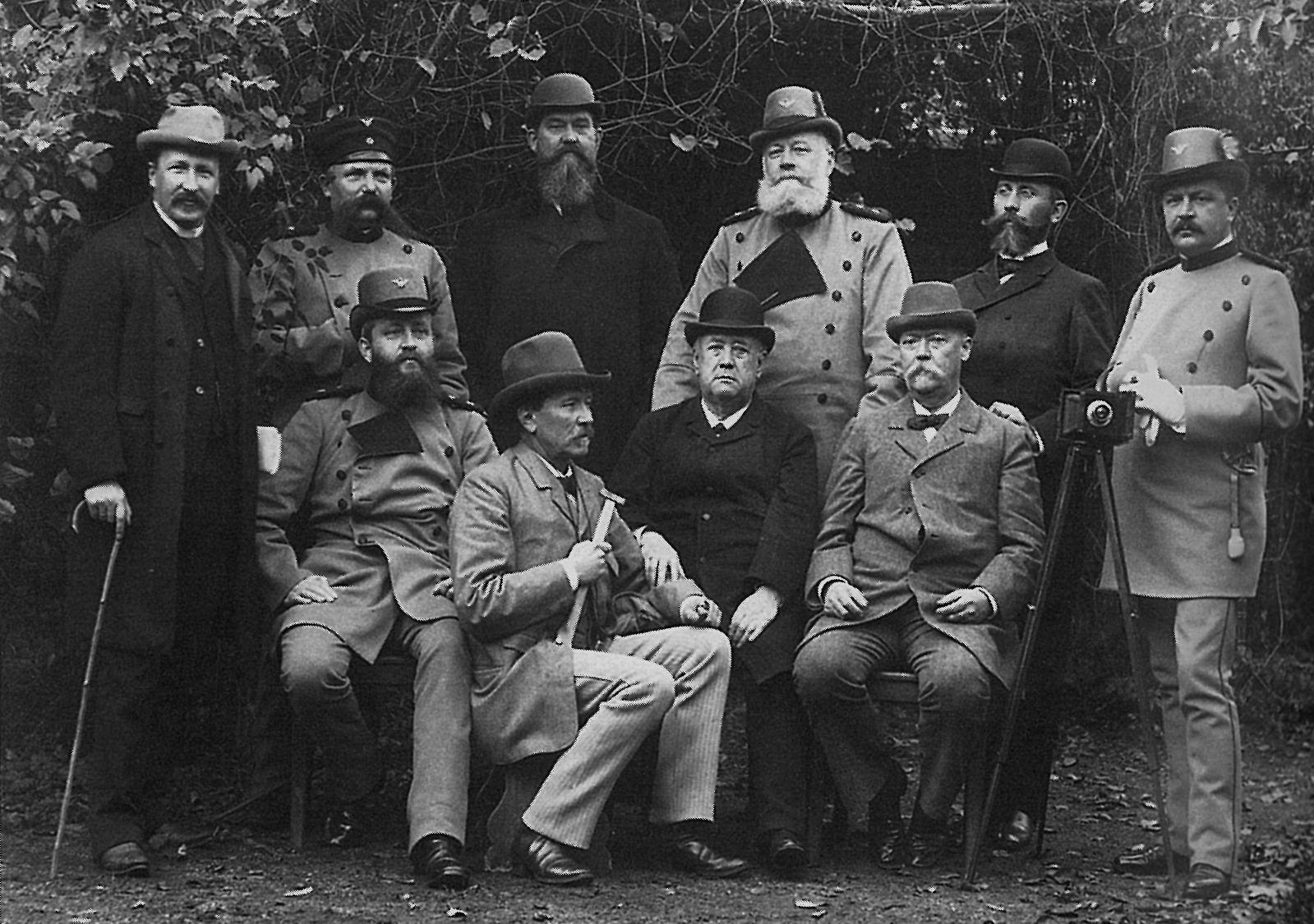
Karl Dickel (stehend, 2. von rechts) als Mitglied der Examenskommission zur Abnahme der Forstassessorenprüfung am 28. Oktober 1893 (von links, sitzend): Wilhelm Liebrecht, Adolf Remelé, Bernard Altum, Anton Müttrich sowie (von links, stehend): Frank Schwarz, Adolf Runnebaum, Bernhard Danckelmann (nicht Mitglied der Kommission), Wilhelm Waechter, Karl Dickel und Johann Ludwig Boy (nicht Mitglied).

Karl Philipp Dickel (* 28. Februar 1853 in Wingeshausen; † 30. Dezember 1920 in Berlin) war ein deutscher Forstwissenschaftler und Jurist.

## Leben
Karl Dickel wurde im Forsthaus Paulsgrund bei Berleburg im Kreis Wittgenstein geboren. Er studierte von 1874 bis 1877 an der Universität Straßburg und der Rheinischen Friedrich-Wilhelms-Universität in Bonn Rechtswissenschaft. Er promovierte dort 1877 zum Doktor der Rechtswissenschaften über den „Tatbestand des Diebstahls nach deutschem Recht“.
Am Amtsgericht in Berlin arbeitete er von 1883 bis 1885 als Gerichtsassessor. Danach war er ab 1886 Amtsrichter und wurde 1898 zum Amtsgerichtsrat am Amtsgericht I in Berlin berufen. Gleichzeitig leitete er seit 1884 Kurse für Referendare des amtlichen Seminars am Amtsgericht und wurde später zum Vorsteher des amtlichen Seminars ernannt.
Dickel wurde von seinen Zeitgenossen als erfahrener und bewährter Vorkämpfer für eine bessere Vorbildung der Juristen beschrieben. In seiner 1888 erschienenen Schrift „Über die Vorbildung der Juristen in Preussen“ legte er sinnvolle Verbesserungen für die Juristenausbildung dar.
Gleichzeitig legte Dickel in vielen seiner Veröffentlichungen Schwerpunkte auf die Forst- und Jagdwirtschaft, die in seinem Elternhaus begründet waren. Sein Vater Johann Philipp Heinrich Dickel war Oberförster in Paulsgrund im Kreis Wittgenstein.
Neben seiner Tätigkeit am Amtsgericht arbeitet er seit 1890 als Privatdozent an der Forstakademie in Eberswalde, dem Vorläufer der Fachhochschule Eberswalde. Später steigt er dort zum Geheimen Institutsrat auf und gehört zudem der Examenskommission an, die im Auftrag des Ministeriums für Landwirtschaft, Domänen und Forsten die Forstassessorenprüfung abnahm. 1899 wurde er von der Friedrich-Wilhelms-Universität Berlin zum außerordentlichen Professor für deutsches bürgerliches Recht und Zivilprozeß berufen.
Karl Dickel verstarb am 30. Dezember 1920 in Berlin. Er wurde in seine Heimat überführt und am 9. Januar auf dem Friedhof am Forsthaus Paulsgrund bestattet.

## Schriften (Auswahl)
- Der Tatbestand des Diebstahls nach deutschem Recht. Bonn 1877
- Über die Vorbildung der Juristen in Preussen. Marburg, 1888
- Über das neue bürgerliche Gesetzbuch für Montenegro und die Bedeutung seiner Grundsätze für die Kodifikation im allgemeinen mit Bemerkungen über den neuen Entwurf eines deutschen bürgerlichen Gesetzbuches. Marburg 1889
- Beiträge zum preussischen Rechte für Studirende und Referendare. 1. Heft: Friedrich der Grosse und die Prozesse des Müllers Arnold. Marburg 1891
- Rechtsfälle. Zum Gebrauche bei Vorlesungen und juristischen Uebungen. Heft 2: Gerichtsverfassung, Civilprozess, Zwangsvollstreckung in das unbewegliche Vermögen, Konkurs. Berlin 1899
- Das deutsche bürgerliche Recht für Forstmänner. Berlin 1900
- Handbuch der Forstwissenschaft. 4. Band. Forstliche Verwaltungs- und Rechtskunde, Forstpolitik und Forstgeschichte. Berlin 1903
- Über die mit der Universität Berlin verbunden gewesene Königliche Forstakademie Eberswalde. Berlin 1910.
- Über das Hegerecht des Jagdberechtigten und die Ersatzpflicht des Militärfiskus für Schädigung der Jagd durch Truppenübungen. Breslau 1910.
- Die Hausschwammfrage vom juristischen Standpunkte : 2. Beitrag. Jena 1911.
- Gerichtsverfassung, Zivilprozeß, Zwangsvollstreckung in das unbewegliche Vermögen, Konkurs. Berlin 19l0.
- Rechtsfälle ; Zum Gebr. bei jurist. Übungen. Berlin 1913.
- Positiver Kompetenzkonflikt nach Rechtskraft? Ein Prozeß der katholischen Kirchengemeinde Grafschaft gegen den Preußischen Fiskus 1835-1840., in: Festschrift für Heinrich Brunner zum fünfzigjährigen Doktorjubiläum am 8. April 1914 überreicht von der Juristenfakultät der Universität Berlin, München und Leipzig 1914, S. 357.
- Die Anfänge des forstwissenschaftlichen Unterrichts in Preußen. Berlin 1916, aus: Zeitschrift f. Forst- u. Jagdwesen. 1916. H. 1–6.
- Die Materialien des Preuß. Gesetzes über den Waffengebrauch der Forst- und Jagdbeamten mit krit. Bemerkungen. Berlin, 1917, aus: Zeitschrift f. Forst- u. Jagdwesen 1917, H. l. ff.
- Deutsches und preußisches Forstzivilrecht mit Berücksichtigung der übrigen deutschen Landesrechte und einiger öffentlich-rechtlicher Fragen, wie Waffengebrauchsrecht, Forst- und Jagdschutz, Stempelsteuer. Berlin 1917.